# Bogatyr
Pour les articles homonymes, voir Bogatyr (homonymie).

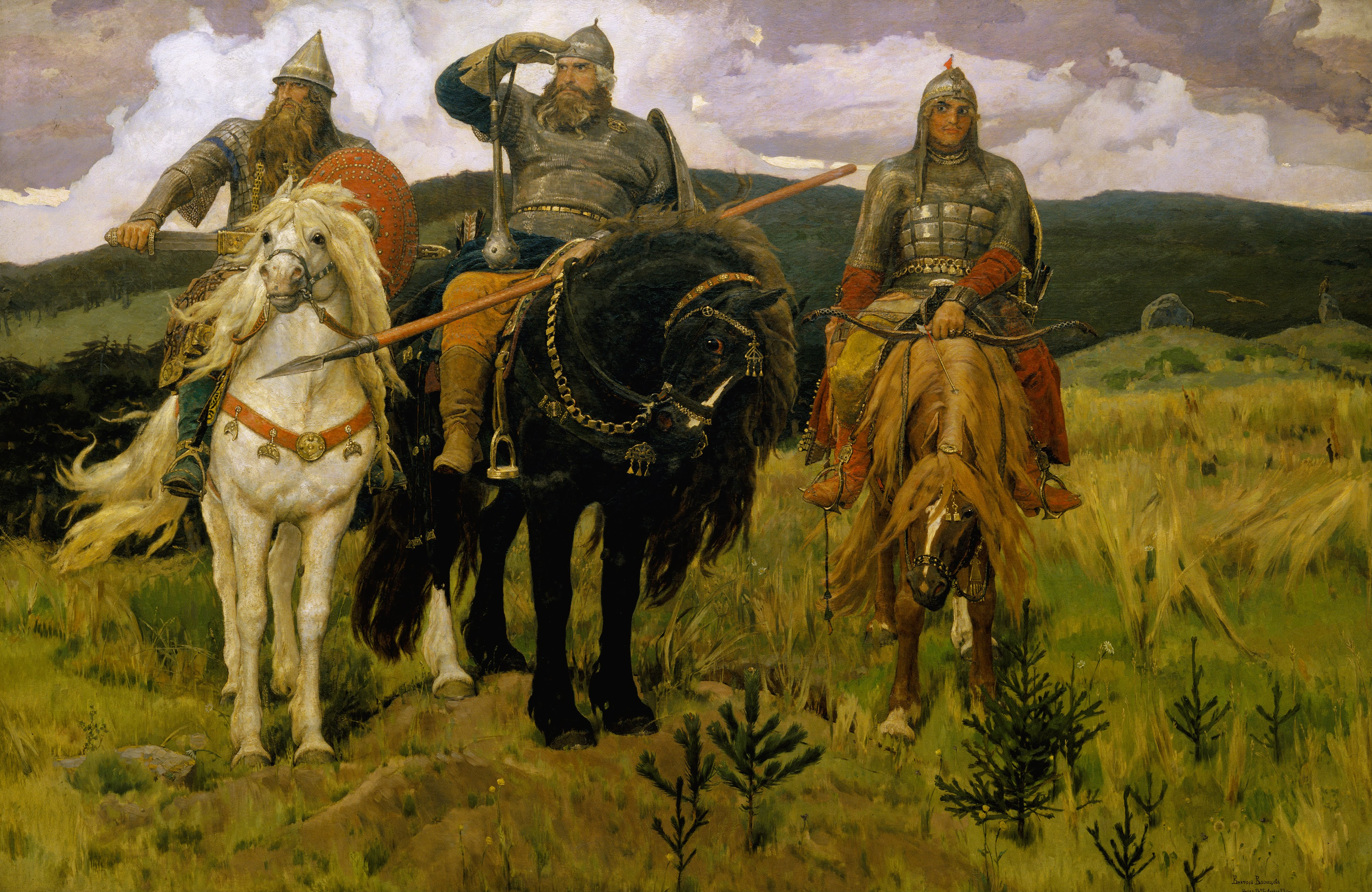
Aliocha Popovitch, Dobrynya Nikititch et Ilia Mouromets sont représentés ensemble dans le célèbre tableau de Viktor Vasnetsov, Bogatyrs (1898).

Le bogatyr (russe : богатырь; ukrainien: богатир) est un héros des contes et bylines réalisant des prouesses à caractère patriotique ou religieux dans les avant-postes de l’ancienne Rus'. L’analyse des annales et documents historiques de l’époque montre que certains exploits sont avérés.
On trouve les histoires de ces héros principalement dans les bylines, dans lesquelles leurs traits de caractère principaux sont exagérés. Aliocha Popovitch est réputé pour sa bravoure, Dobrynya Nikititch pour son courage, Ilia Mouromets pour sa force spirituelle et physique et son intégrité, et tous pour leur dévouement à la protection de leur terre et de leur peuple. Les bogatyrs ont tous en commun la force et la jeunesse : même si on parle d'Ilia Mouromets comme du « vieux Cosaque », le qualificatif vieux fait plutôt référence à son expérience et à sa maturité dans le domaine militaire. Tous luttent contre leur destinée.

## Origine du mot et signification

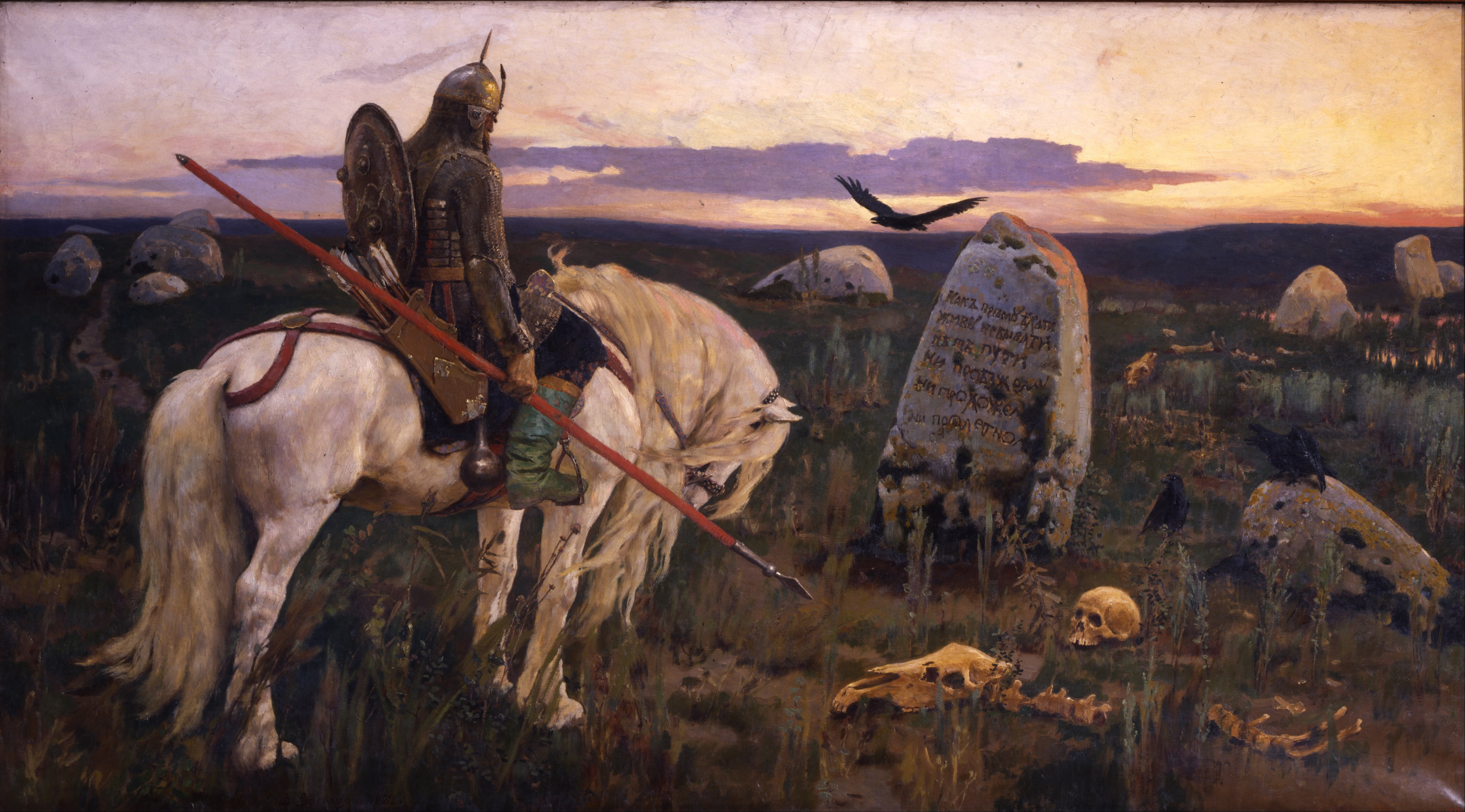
Victor Vasnetsov. Bogatyr à la croisée des chemins, 1878.

Le terme dérive probablement du vieux turc baghatur, dont il existe aussi une variante persane (Bahadur) ainsi qu'une variante mongole Baatar (cf. Oulan-Bator « Héros rouge »). La première apparition dans les annales du mot bogatyr remonte à 1535, dans le livre de Sernitskiy Descriptio veteris et novae Poloniae cum divisione ejusdem veteri et nova : « Rossi… de heroibus suis, quos Bohatiros id est semideos vocant, aliis persuadere conantur ».
- Bogatyri signifie « preux chevaliers ».
- Bogatyrka est le féminin de bogatyr. Dans son acception courante, c'est le bonnet pointu, en toile, des soldats de l'Armée rouge.
- On appelle aussi polianitsa (en russe : поляница) une héroïne guerrière.

## Lesbylines

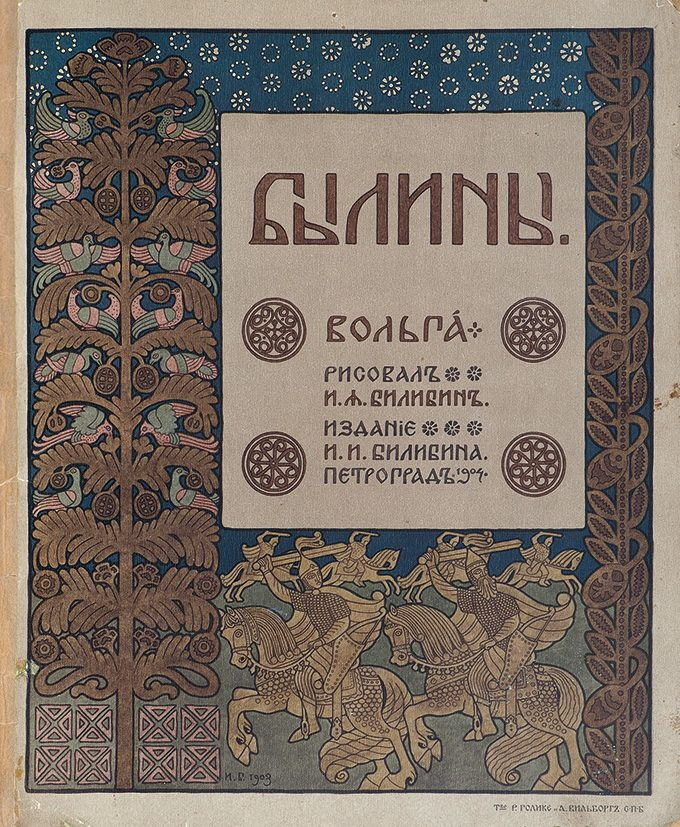
Couverture de recueil de bylines, 1900.

Pendant longtemps, les bylines ont été transmises par tradition orale, jusqu'à ce qu'elles intéressent les chercheurs, philologues et folkloristes.
La première publication d'une byline date de 1804. Il s'agissait d'un « recueil des épopées en vers de Kircha Danilov », d'Andreï Fedorovitch Yakouvitch (ru). On estime que c'est vers 1740, alors qu'il travaillait dans les ateliers Demidoff, que Kircha Danilov a écrit son manuscrit, qui est par la suite parvenu à Konstantin Kalaïdovitch (ru). En plus des bylines, il contenait des chansons et des skomorochinas (ru) historiques, dont beaucoup présentaient un caractère obscène, c'est pourquoi la première version publiée était en partie tronquée. En 1818, une version plus complète en fut malgré tout publiée par Kalaïdovitch.
Cependant, la collecte sérieuse des bylines n'a été entreprise qu'à partir du milieu du XIXe siècle; à ce moment, des expéditions ont été organisées dans ce but. Les auteurs ayant compilé le plus de bylines à cette époque sont Pavel Rybnikov (plus de 200 bylines) et Aleksandr Hilferding (318 bylines).
Les bylines ont initialement fait l'objet d'études suivant deux méthodes : comparative et historique. Ces études montrent que les bogatyrs sont des personnages mythiques (point de vue de Oreste Miller (en)), potentiellement le reflet de héros de la littérature étrangère (selon Vladimir Stassov), mais également un écho de personnes réelles : pour Fiodor Bouslaïev, les bylines contiennent des éléments historiques, de la vie courante, et dans une moindre mesure, mythiques ; de la même manière, les bogatyrs seraient conglomérat de différentes entités, ayant reçu les traits de caractère de personnages illustres réels, aussi bien que de personnages de légende et de symboles mythiques. Les principaux partisans de cette dernière interprétation au XIXe siècle sont Aleksandr Vesselovsky, Khalansky (en) et Ivan Nikolaïevitch Jdanov (ru).

### Anachronismes
Les bylines représentent souvent les bogatyrs luttant contre les Tatars, mais ces derniers n'ont envahi la Rus' de Kiev qu'au XIIIe siècle, ce qui est plus tardif que le règne de Vladimir. De même, l'importance des chevaux des bogatyrs contraste avec l'époque supposée des bylines, puisque les Russes étaient plutôt fantassins du temps de Vladimir ; mais les bylines ont été écrites à une époque plus tardive, où l'usage des chevaux s'était répandu.

### Des contes populaires?
Les bylines paraissent comme des contes populaires, où les bogatyrs sont décrits d'une façon qui plait au peuple, détaillant leurs richesses et leurs actes les plus vils. Cependant, cette opinion est contestée, certains estimant que les bylines ont été faites pour divertir la noblesse.
Les bogatyrs reflèteraient malgré tout l'homme idéal pour le peuple.

## Classification des bogatyrs
Le métropolite Yoann Snytchiov (ru) a classé les bylines en deux cycles : pré-chrétien et chrétien. Selon lui, Svyatogor, Mikoula Selianinovitch et Volga Sviatoslavitch appartiennent à un « thème errant », aux racines duquel se trouvent des éléments culturels et religieux de l'ère pré-chrétienne. L'époque de Vladimir serait selon lui le noyau d'un vaste cycle chrétien, à la base duquel on retrouve des évènements et des personnes historiques authentiques.
Les chercheurs ne classent pas les bogatyrs selon le critère religieux des bylines, mais ne sont pas tous d'accord sur la classification à adopter. Alors que certains rejettent l'idée d'une classification, la grande majorité met en avant une division entre les bogatyrs supérieurs et inférieurs, sans toutefois que cette notion de supériorité fasse consensus. Khalansky regroupe les bogatyrs selon un critère chronologique, distinguant les périodes pré-tatare, tatare et post-tatare.
Il ne fait aucun doute que Svyatogor est un bogatyr supérieur. En revanche, en ce qui concerne Mikoula Selianinovitch, Volga Sviatoslavitch, Dona, Dounaï Ivanovitch et quelques autres, il existe des opinions divergentes, les tenants de la vision historique les classant comme inférieurs, les autres leur conférant un statut similaire à celui de Svyatogor. Ces bogatyrs appartiennent au cycle dit « de Kiev », auquel sont ajoutés deux bogatyrs de Novgorod et deux ou trois bogatyrs particuliers, comme Saul Levanidovitch et Sourovets-Souzdalets.

### Cycle pré-Vladimirien

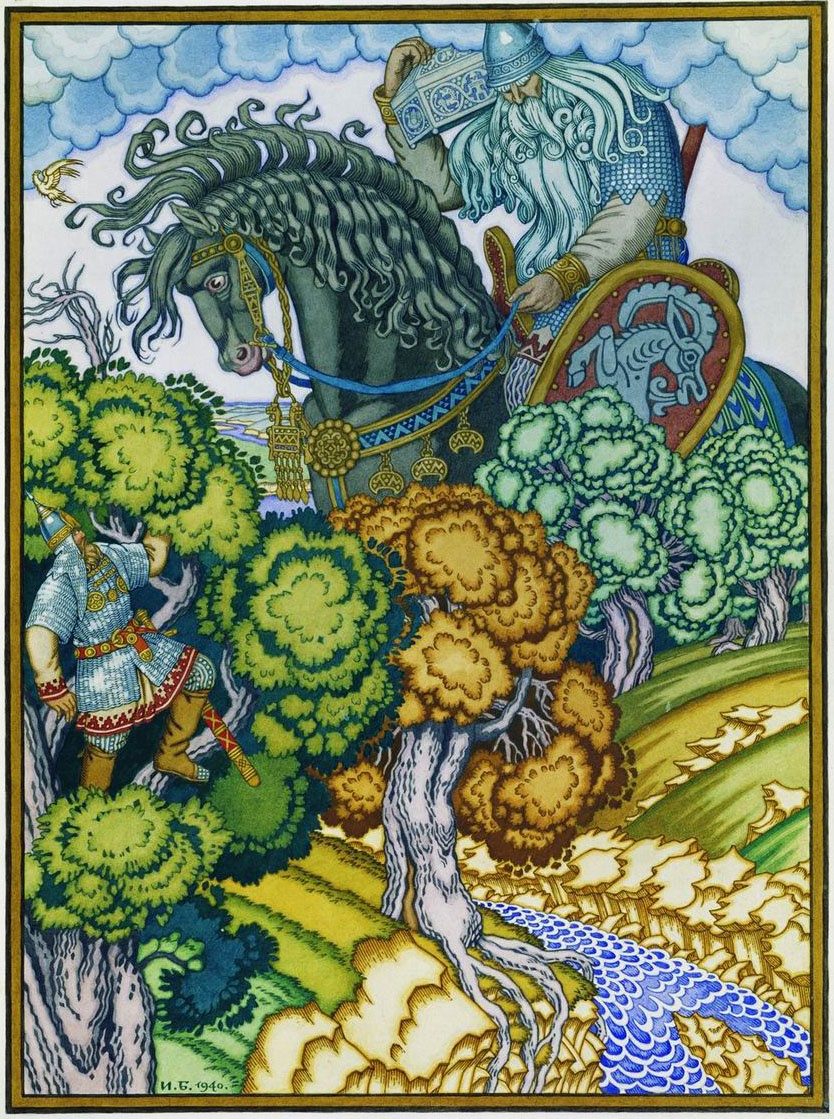
Ivan Bilibine : Svyatogor et Ilya Mouromets, 1900.

L'origine des exploits des bogatyrs est difficile à retracer. Toutefois, les premiers bogatyrs, ou aînés, ont une symbolique issue de mythes pré-chrétiens, personnalisant des éléments naturels (comme des rivières), ou dérivés de monstres antiques (comme le géant Svyatogor, ou le dragon Zmeï Gorynytch). Il semble qu'il y ait une similitude entre les dieux slaves et les bogatyrs. La première génération de bogatyrs est en effet dotée de capacités surhumaines.
L'influence de la mythologie indienne est également notée. Des éléments provenant d'épopées étrangères peuvent être retrouvés dans les bogatyrs; par exemple, Svyatogor est souvent mis en parallèle avec Samson. D'une manière générale, on peut retrouver dans les bylines de ce cycle des traces d'Homère, de la mythologie celtique, des ramayanas, des védas, des eddas et de nibelungen.
Parmi les bogatyrs du premier cycle, ou bogatyrs aînés, les héros suivants sont les plus remarquables :
- Volga Sviatoslavitch, né d'un serpent ;
- Mikoula Selianinovitch, héros paysan ;
- Sviatogor, géant à la force prodigieuse, parfois appelé Samson.

### Cycle de Kiev, ou cycle de Vladimir

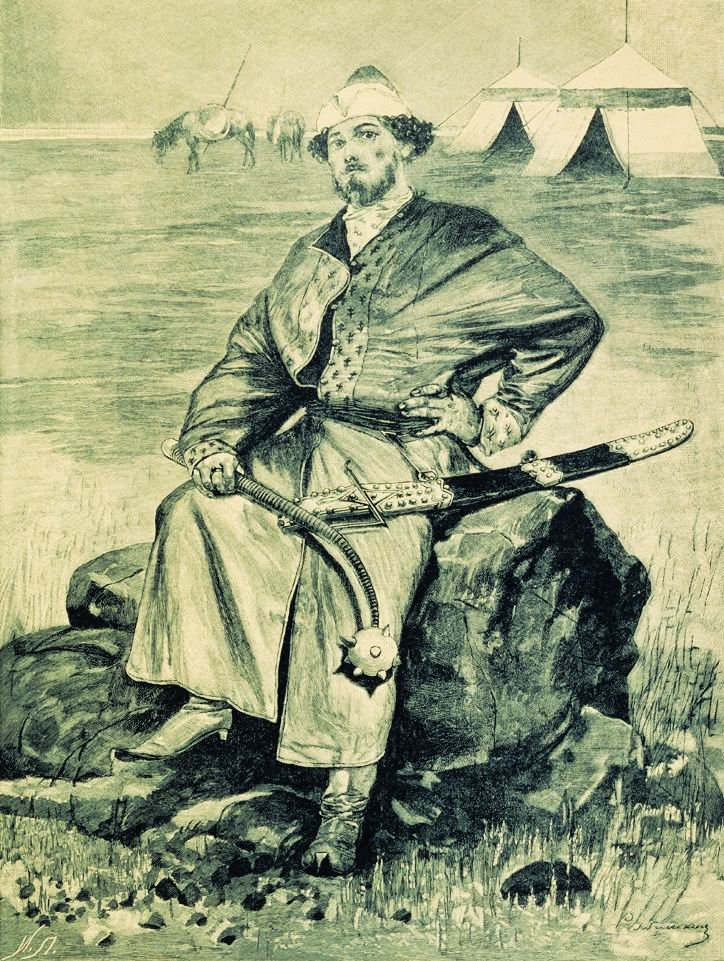
Aliocha Popovitch. Dessin d'Andreï Riabouchkine (1895).

Les bylines du cycle de Kiev et des cycles suivants ont un caractère historique, même si elles comportent toujours des éléments de légende. Ce cycle peut être qualifié de chrétien. En effet, même si les historiens russes ont longtemps omis une analyse chrétienne des bylines, la thématique chrétienne imprègne les bogatyrs, qui se retrouvent défenseurs de la foi orthodoxe aussi bien que de la patrie. La transition entre les anciens bogatyrs et les nouveaux peut-être symbolisée par la transmission de la force de Svyatogor à Ilya Mouromets; elle figure également la douloureuse transition du peuple du paganisme au christianisme,.
Le cycle de Kiev est centré autour de Vladimir le Soleil rouge, qui tient un rôle similaire à celui du roi Arthur pour les chevaliers de la Table ronde. Il semble que le Vladimir dont parlent les bylines soit un mélange de Vladimir Ier, qui se convertit en 988 au christianisme.
Parmi les bogatyrs remarquables du cycle vladimirien, on compte :
- Ilia Mouromets, héros le plus représentatif du cycle ;
- Dobrynia Nikititch, frère d'Ilia, dont une byline prétend qu'il a tué Baba Yaga ;
- Aliocha Popovitch, qui a terrassé un dragon ;
- Potyk Ivanovitch (ru), qui se marie à une femme-cygne ;
- Soloveï Boudimirovitch (ru), héros marchand voguant sur le Vaisseau-Faucon.

#### La fin des bogatyrs
Les bylines expliquent la fin des bogatyrs de manière spectaculaire, car les bogatyrs ne pouvaient disparaître dans une simple bataille. La multitude de héros qui peuplait la Rus' de Kiev devenant encombrante, le temps était venu de les éliminer massivement. Ilya Mouromets et de six autres bogatyrs se vantèrent de leur force et défièrent Dieu, demandant une épreuve à leur mesure. Apparurent alors deux guerriers, qui provoquèrent les sept bogatyrs. La première charge des bogatyrs les mit en pièces, mais immédiatement, le double de guerriers se releva. Le combat se poursuivit, le nombre de guerriers à affronter doublant à chaque victoire. Finalement, les bogatyrs submergés prirent la fuite et trouvèrent refuge dans une grotte, où ils furent changés en statues de pierre.

### Cycle de Novgorod

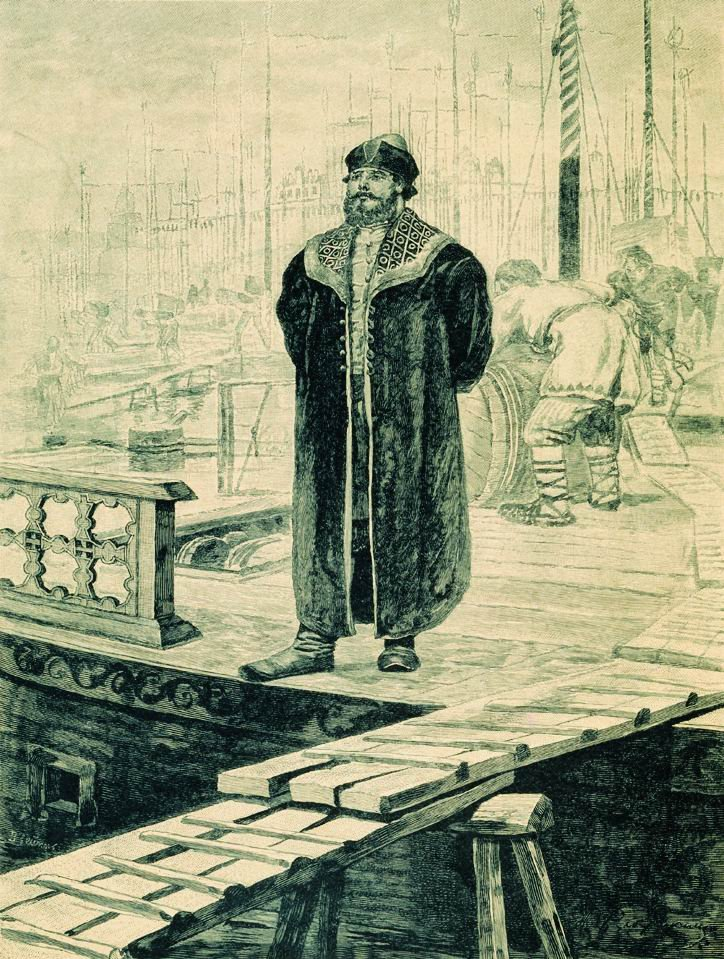
Sadko, bogatyr marchand du cycle de Novgorod. Dessin dAndreï Riabouchkine de 1895.

Le cycle de Novgorod se situe après celui de Kiev, et est caractérisé par des bogatyrs moins martiaux ; certains sont même de simples marchands, comme Sadko, ou des patriciens, comme Vassili Bouslaiev (en). L'histoire de Novgorod, épargnée par les invasions connues par Kiev, présente naturellement des bogatyrs plus pacifiques; leurs aventures en pays musulmans ne sont donc pas dans un but de conquête, mais pour le négoce.

### Bogatyrka, polyanitsa et héroïnes

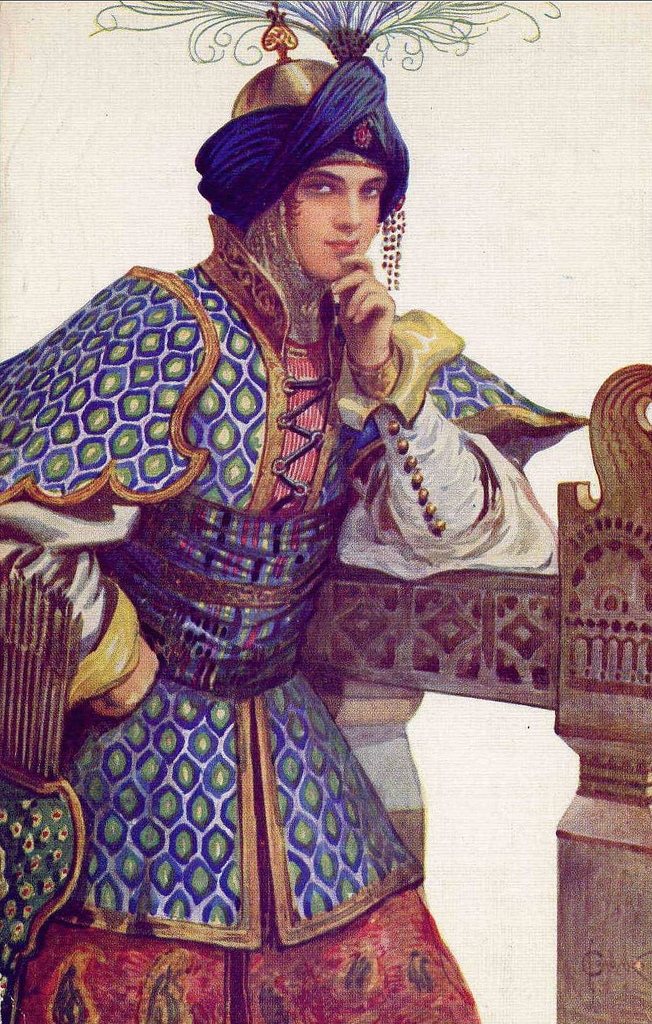
Vassilissa Mikoulichna, épouse de Stavr Godinovitch. Dessin de Sergueï Solomko de 1917.

Les bylines mettent parfois en avant des héroïnes; qu'elles jouent un rôle de guerrière, ou qu'on exalte leur féminité, elles gardent le caractère légendaire des bogatyrs. Parmi elles, on peut citer :
- Vassilissa Mikoulichna, épouse du bogatyr Stavr Godinovitch, qui se fait passer pour un bogatyr ;
- Nastasia, épouse du bogatyr Dobrynia, comparable à Pénélope ;
- Des enchanteresses ou sorcières ;
- Apraxie, épouse de Vladimir, dont le caractère est un mélange de différents archétypes féminins.

## Réalité des bogatyrs
Les bogatyrs, personnages de légende issus d'éléments mythiques autant que d'éléments réels, possèdent des similitudes avec des personnages historiques.
Par exemple, la plupart des chercheurs voit dans les figures d'Ivan Danilovitch et de Stavr Godinovitch des personnages historiques : le premier est mentionné dans la Chronique de Nikon au titre de l'année 1136, même si ce passage est considéré comme un ajout ultérieur. Maïkov, Miller, Khalansky et quelques autres considèrent que Stavr Gordiatinitch est historique, et mentionné dans les chroniques de Novgorod (ru) au titre de l'année 1118. On aurait retrouvé sa signature sur un des murs de la cathédrale Sainte-Sophie de Kiev en 1960 lors de la restauration de cette dernière ; Stassov n'est pas d'accord avec cette théorie, et l'identifie plutôt au tatar de l'Altaï Altaïn-Saïn-Salama.
Ilya Mouromets a représenté une réalité pour le peuple russe, au point qu'un monastère prétendait posséder ses reliques. De la même manière, un ermite du XIIe siècle aurait fouillé le sol aux alentours de Kiev pour retrouver ses restes.
Il est mentionné dans les annales de Novgorod que Vassili Bouslaïévitch est mort en 1171. De même, elles évoquent en 1167 un homme nommé Sadko, qui aurait construit deux églises.

## Dans l'art
Les bogatyrs et preux russes ont été beaucoup représentés dans l’œuvre d'artistes fameux comme Mikhaïl Vroubel, Nikolaï Karazine ou Victor Vasnetsov. Andreï Riabouchkine et Ivan Bilibine, ayant illustré des livres de bylines, ont également représenté les bogatyrs. Evgueni Lanceray a également pu choisir le thème des bogatyrs dans ses œuvres.

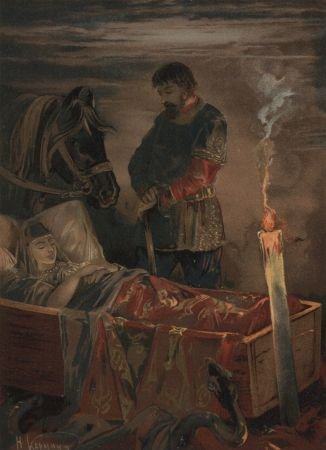
Mikhaïlo Potyk, par Nikolaï Karazine, 1908
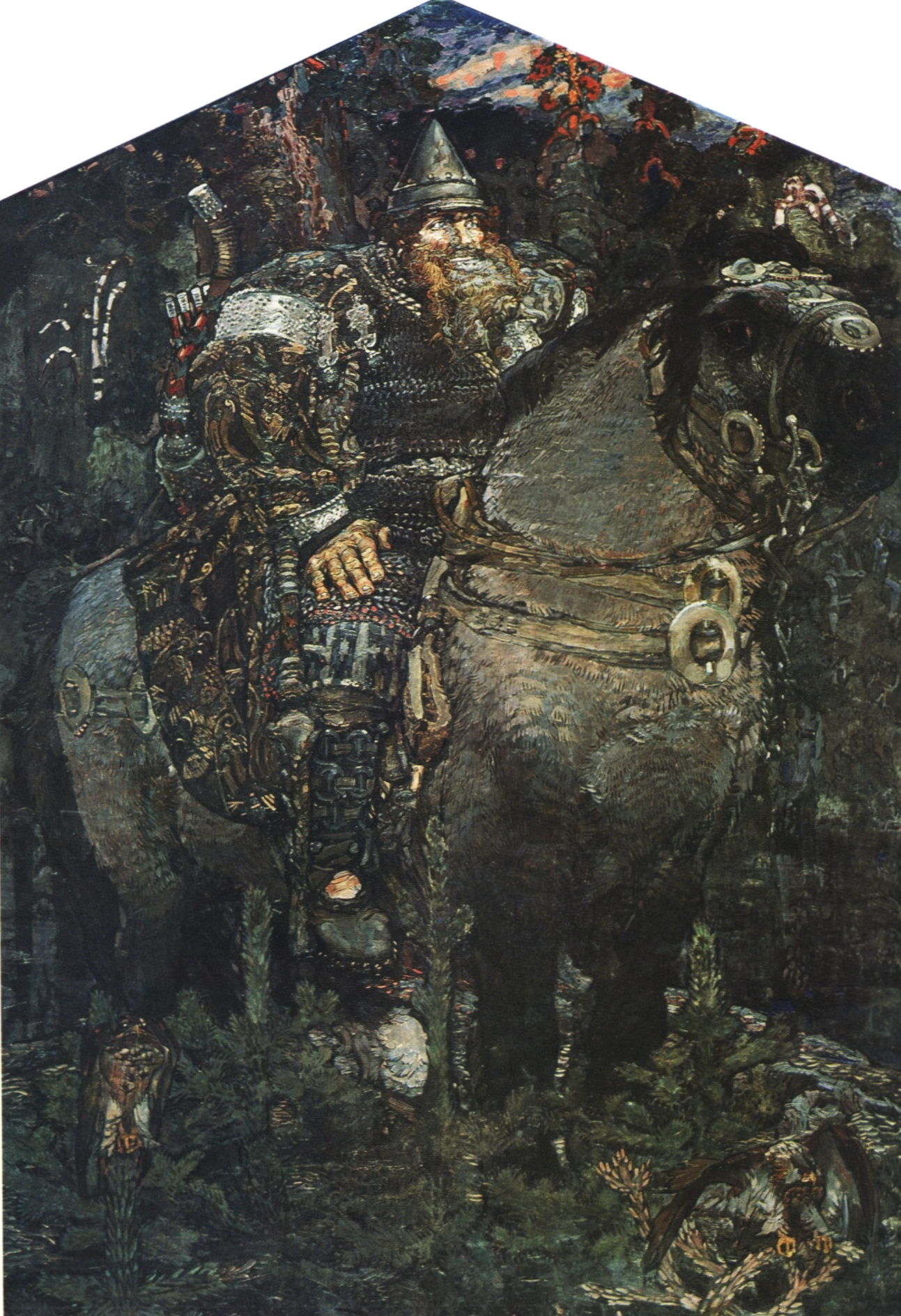
Bogatyr de Mikhaïl Vroubel, huile sur toile, 1898
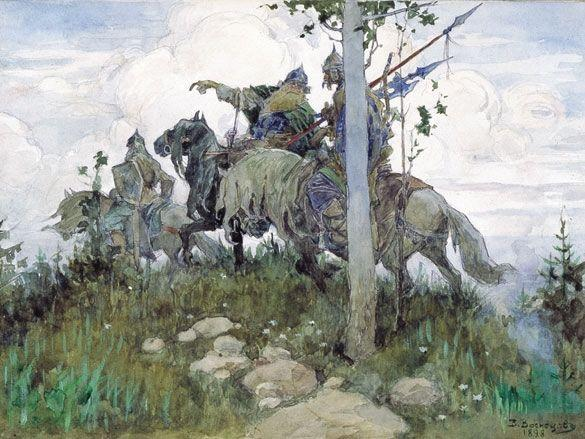
Bogatyrs chevauchant, par Victor Vasnetsov, 1896.
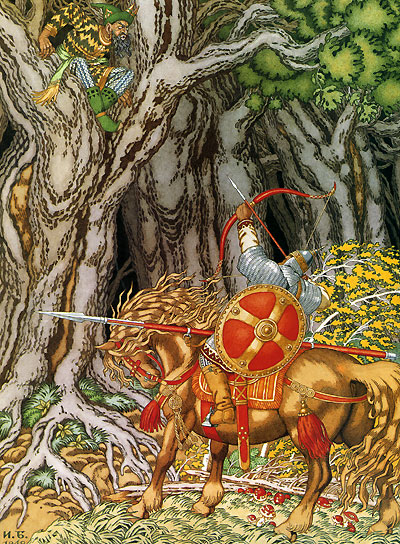
Ilya Mouromets et le Rossignol-Brigand, dessin d'Ivan Bilibine.
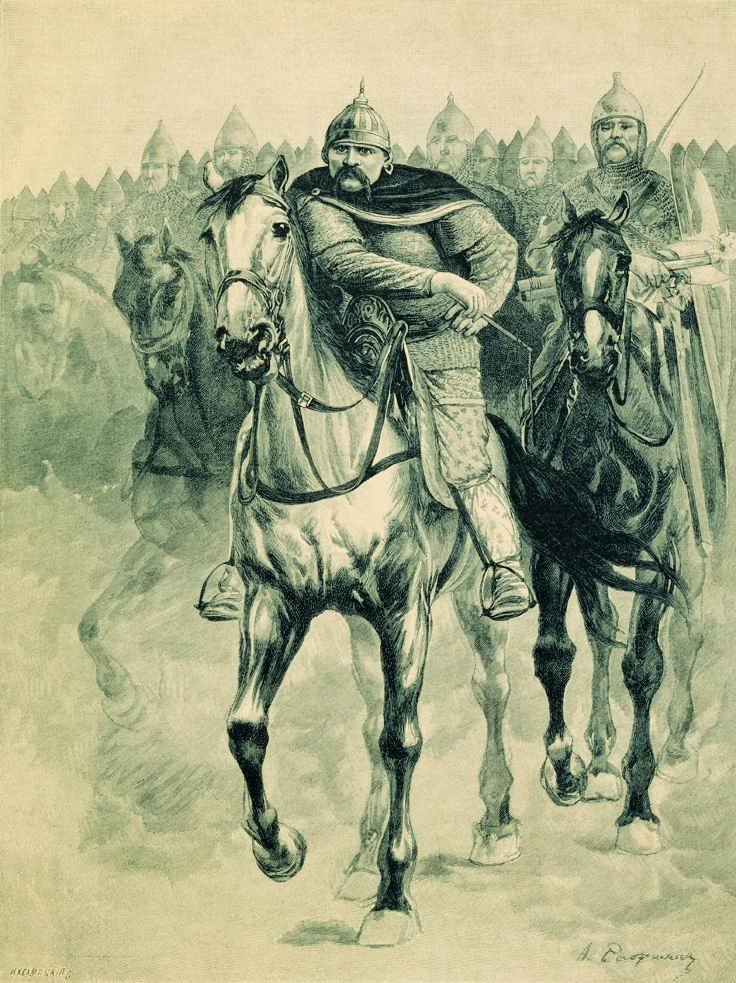
Volga Sviatoslavitch, dessin d'Andreï Riabouchkine, 1895.
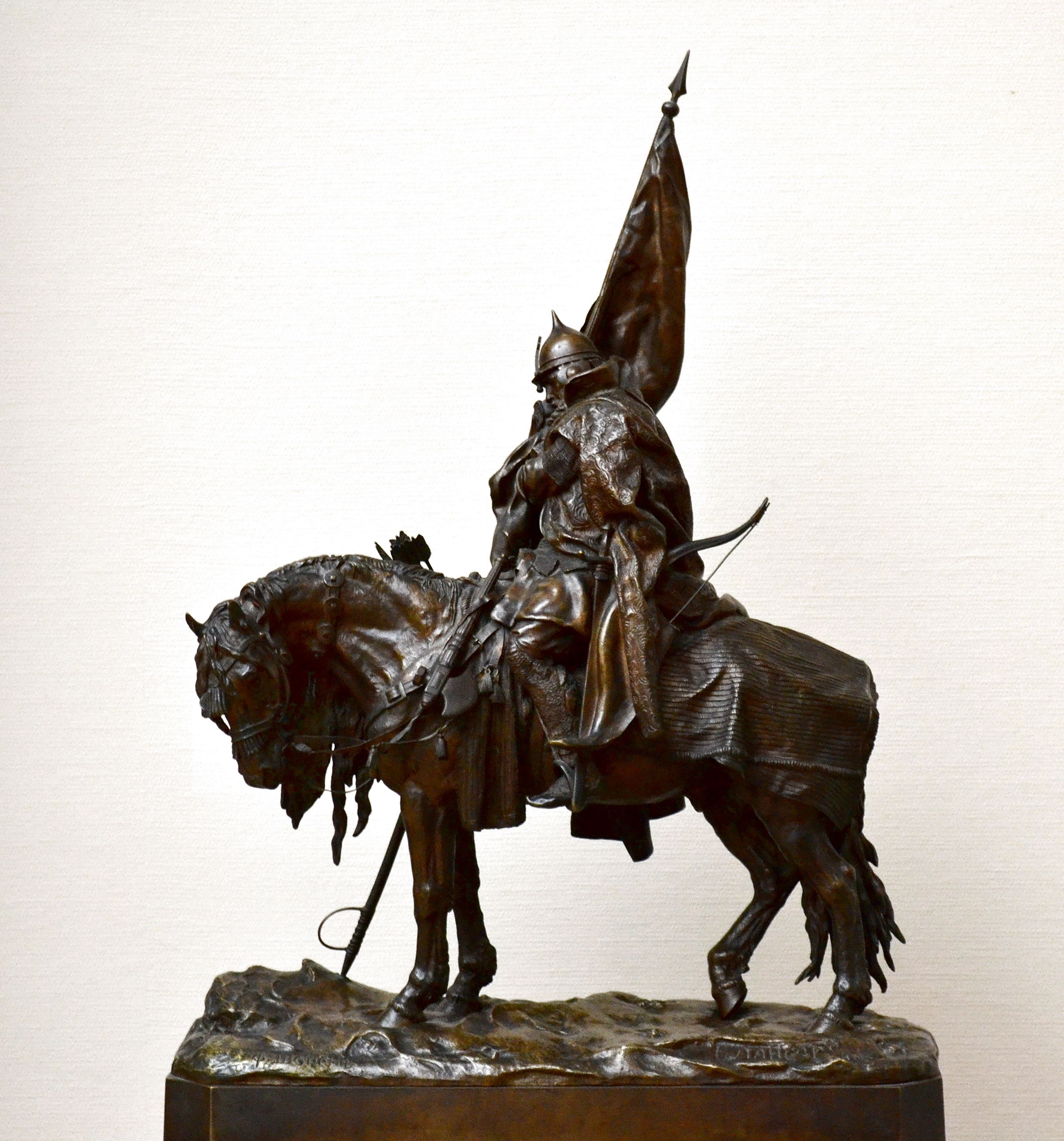
Bogatyr, sculpture en bronze d'Evgueni Lanceray, 1885.

## Dans les dessins animés
Les Trois Bogatyrs est une série de films d'animation de longue durée produits par Melnitsa Animation Studio et mettant en scène les trois bogatyrs les plus connus : Aliocha Popovitch (2004), Dobrynia Nikititch (2006) et Ilya Mouromets (2007). Puis, d'autres films d'animation ont été produits, réunissant les trois bogatyrs : Les trois bogatyrs et la reine de Shamakhan (ru) (2010), Les trois bogatyrs sur des rivages lointains (ru) (2012), et Les trois bogatyrs - le coup du cavalier (ru) (2015).
Soyuzmultfilm Studio a également réalisé deux films d'animation sur le thème des bogatyrs : Vassilissa Mikoulichna en 1975, et Ilya Mouromets et le Rossignol en 1978.

## Dans le septième art (le cinéma)
- Films d'Alexandre Ptouchko :
  - Le Tour du monde de Sadko (1952)
  - Le Géant de la steppe (Ilya Muromets ; Илья Муромец) (1956)
  - Rouslan et Ludmila (1976), basé sur le poème éponyme d'Alexandre Pouchkine
- Autres films :
  - Alexandre Nevski (1938), de Sergueï Eisenstein. Même si le film est basé sur une histoire vraie, il révèle une forte influence des bylines et fait apparaitre Vassili Bouslaiev
  - La Bataille de Kerjenets (1971)
  - Prince Vladimir (2006)

## Usage moderne
- Le Bogatyr était un croiseur de la flotte impériale du Pacifique pendant la guerre russo-japonaise en 1905[44].